# Josh Gordon
Josh Gordon é um cineasta estadunidense que cria a maior parte de seus trabalhos junto de Will Speck, geralmente no gênero de comédia. A dupla se conheceu enquanto frequentavam a Universidade de Nova Iorque e criaram os curtas-metragens Angry Boys e Culture, que lhes renderam uma indicação ao Oscar de Melhor Curta-Metragem em Live-Action. Em 2007, eles fizeram sua estreia na direção de longas-metragens com Escorregando para a Glória.

## Carreira
Depois de serem emparelhados em uma tarefa de grupo, Josh Gordon conheceu Will Speck e se tornaram amigos enquanto frequentavam a Escola de Artes Tisch da Universidade de Nova Iorque. A dupla acabaria por começar a escrever roteiros juntos em Los Angeles em 1994, onde Gordon se juntou à equipe de roteiristas do seriado Louco por Você e Speck trabalhou com a Fox 2000 Pictures como executivo criativo. Em 1997, eles escreveram e dirigiram os curtas-metragens Angry Boys e Culture, este último estrelado por Philip Seymour Hoffman, e recebeu prêmios no Festival Internacional de Cinema de Chicago de Melhor Curta-Metragem Narrativo. Além disso, em 1998, Culture recebeu uma indicação ao Oscar de Melhor Curta-Metragem em Live-Action. Ao criar os dois curtas, Gordon disse que eles "eram cômicos e foram as primeiras vezes que expressamos nossa sensibilidade em filmes".  
A dupla fez sua estreia na direção de longas-metragens com o filme de comédia, Escorregando para a Glória (2007), estrelado por um elenco que inclui Will Ferrell e Jon Heder. Produzido pela DreamWorks Pictures, o filme recebeu críticas positivas da crítica especializada e foi um sucesso de bilheteria, arrecadando mais de US$ 145 milhões. Nesse mesmo ano, Speck e Gordon escreveram, dirigiram e produziram vários episódios da sitcom Cavemen.  Filmado em Los Angeles, apesar de ser ambientado em Atlanta, a ABC lutou para promover a série, que recebeu críticas mistas e foi chamado pelo Chicago Tribune como um dos piores programas de televisão já criados. 
Em 2010, Speck e Gordon dirigiram o filme de comédia romântica, Coincidências do Amor, estrelado por Jennifer Aniston e Jason Bateman, que recebeu críticas mistas por seu roteiro escrito por Allan Loeb. Mais tarde, a dupla dirigiu todos os seis segmentos do filme social interativo The Power Inside em 2013, e também produziram o primeiro segmento. A série foi indicada ao Daytime Emmy Award de Melhores Novas Abordagens em Série Dramática. 
Speck e Gordon também dirigiram centenas de comerciais para várias empresas e organizações. Entre eles estão a campanha GEICO Cavemen que inspirou e mais tarde foi usada para promover Cavemen com o slogan "tão fácil, um homem das cavernas poderia fazê-lo" , o comercial "Make Homosexuals Marry" com Justin Long e Mike White, e um anúncio promovendo a doação de órgãos, intitulado "World's Biggest Asshole", estrelado por Thomas Jane e a voz de Will Arnett. Avaliando "World's Biggest Asshole", a Forbes nomeou-o como o segundo melhor anúncio de 2016 e escreveu que foi "bem escalado, bem filmado, muito bem escrito e construído a partir de uma visão emocionalmente satisfatória". No Festival de Publicidade de Cannes, o patrocinador do comercial, Donate Life America, foi premiado com dez Leões de Ouro, consistindo em 3 ouros, 2 pratas e 5 bronzes.
Também em 2016, a dupla dirigiu dois episódios da série da Netflix, Flaked, e dirigiram e foram produtores-executivos de A Última Ressaca do Ano, uma comédia também estrelada por Jennifer Aniston e Jason Bateman e distribuída pela Paramount Pictures.  Em agosto de 2019, Speck e Gordon foram contratados para dirigir e produzir o filme de comédia de ficção científica, Distant, para a Amblin Entertainment, que foi filmado na Hungria e deve ser lançado em 2022. A dupla também criou a série animada de televisão Assassímio, que foi lançada no Hulu em 2021.  Seu trabalho mais recente foi Lyle, Lyle, Crocodile, uma adaptação do livro infantil de mesmo nome, com a Sony Pictures Releasing programada para lançá-lo nos Estados Unidos em 7 de outubro de 2022. 

## Projetos futuros ou cancelados
Speck e Gordon foram contratados para dirigir ou produzir vários projetos que foram cancelados ou estão atualmente em pré-produção. Em 2008, foi relatado que eles iriam dirigir o longa-metragem I Want to ______ Your Sister da roteirista Melissa Stack, baseado em um roteiro apresentado na pesquisa Black List comprado pela Paramount Pictures por US$ 300.000. O projeto foi mais tarde reescrito como I Wanna F*** Your Brother, com Stack como diretora.
Em 2011, a 20th Century Fox e a Chernin Entertainment anunciaram que os cineastas dirigiriam The Pool. Em 2015, a Lotus Entertainment adquiriu os direitos do roteiro Parents Weekend, de Peter Scott, e informou que a dupla serviria como produtores-executivos. Dois anos depois, a Amblin Entertainment revelou que Speck e Gordon dirigiriam The Travelers, um filme de suspense e adaptação do romance de mesmo nome de Chris Pavone. Em 2020, eles foram anunciados como diretores do filme de ação War Driver.

## Filmografia
| Ano           | Título                     | Diretor | Produtor  | Roteirista | Ref(s)        |
| ------------- | -------------------------- | ------- | --------- | ---------- | ------------- |
| 1997          | Culture                    | Sim     | Não       | Sim        |               |
| 1997          | Angry Boy                  | Sim     | Não       | Sim        |               |
| 2007          | Escorregando para a Glória | Sim     | Não       | Não        | [ 32 ]        |
| 2007          | Cavemen                    | Sim     | Executivo | Sim        |               |
| 2010          | Coincidências do Amor      | Sim     | Não       | Não        | [ 33 ]        |
| 2013          | The Power Inside           | Sim     | Executivo | Não        | [ 11 ] [ 12 ] |
| 2016          | Flaked                     | Sim     | Não       | Não        |               |
| 2016          | A Última Ressaca do Ano    | Sim     | Executivo | Não        | [ 19 ]        |
| 2021–presente | Assassímio                 | Não     | Executivo | Sim        | [ 22 ] [ 23 ] |
| 2022          | Lyle, Lyle, Crocodile      | Sim     | Sim       | Não        | [ 24 ]        |
| 2024          | Distant                    | Sim     | Executivo | Não        | [ 21 ] [ 34 ] |